# Aziliense
El Aziliense es una cultura del Epipaleolítico denominado así debido al yacimiento epónimo Mas d'Azil, en los Pirineos franceses. 
Este término lo creó É. Piette en 1889 para designar un grupo cultural extendido desde Francia hasta Asturias. En la península ibérica, el Aziliense se centra en la región cantábrica, situándose en el mismo territorio donde se desarrolló el Magdaleniense.
Su origen está en el Magdaleniense Superior, pues hay una continuación con el material lítico y óseo, aunque su industria ósea es más pobre. Los azilienses ocupan cuevas, generalmente situadas a escasa altitud sobre el nivel del mar.
Se caracteriza por la existencia de menos buriles y más raspadores. Surgen las llamadas puntas azilienses. Arpones aplanados con fuste en forma ahusada, con un orificio alargado en su base y los dientes no sobresalen del fuste sino que están dentro del huso (a diferencia de los arpones magdalenienses, que además de ser alargados y más o menos de sección circular, sus dientes sobresalen mucho del fuste). Son frecuentes las laminillas del dorso. Hay una reducción en la cantidad de industria ósea, posiblemente en favor de los útiles en madera. Aparecen nuevas armas como el arco y la flecha.
Es el final del Würm, con el aumento de la temperatura y la humedad, con lo que se produce el progresivo retraimiento de los hielos hacia zonas más septentrionales. Esto provoca que especies como el reno emigren hacia zonas más frías. Los bosques colonizan los territorios liberados por el hielo. El nivel del mar sube e inunda zonas amplias costeras, con lo que aquellas gentes deben abandonar algunos de sus lugares de habitación. Aparecen lagos, estrechos (Sicilia se separa de la península itálica) e incluso el mar Báltico que en un principio fue un inmenso lago. Todo esto supone un cambio en las formas de vida de esas gentes que provocó la emigración siguiendo a los renos hacia el norte. Fue un período de cambio que puede responder a la incógnita de la desaparición del arte parietal.
Continúa el esquema económico cazador recolector. Hay diversificación de la dieta, con incorporaciones de animales como el jabalí o el corzo, animales de bosque templado. También se intensifica la explotación de recursos acuáticos.
Hay un decaimiento de las manifestaciones artísticas, el arte rupestre desaparece y el arte mueble se restringe a manifestaciones abstractas. Arte en cantos rodados pintados y plaquetas grabadas con motivos geométricos o coloreados, con una significación religiosa. En la cueva de Birsek (Suiza) se han encontrado 133 cantos rodados pintados, la inmensa mayoría rotos, como si hubiese sido obra de posibles enemigos para destruir su poder mágico religioso.

## España
Un yacimiento clave para conocer esta cultura epipaleolítica, es la cueva de los Azules en Cangas de Onís (Asturias). Presenta una amplia secuencia de este periodo y entre sus niveles se encontró uno de los pocos enterramientos humanos de esta época.
Algunos de los yacimientos en España:
- Asturias: La Paloma, Las Cobrerizas, Los Azules, Perán.
- Cantabria: Cueva de El Castillo, Cueva de El Pendo, Cueva Morín, Camargo, El Piélago, Cueva de San Juan, El Otero.
- Castilla y León: La Peña de Estebanvela
- Navarra: Abauntz.
- País Vasco: Arenaza, Bolkinkoba, Santimamiñe.

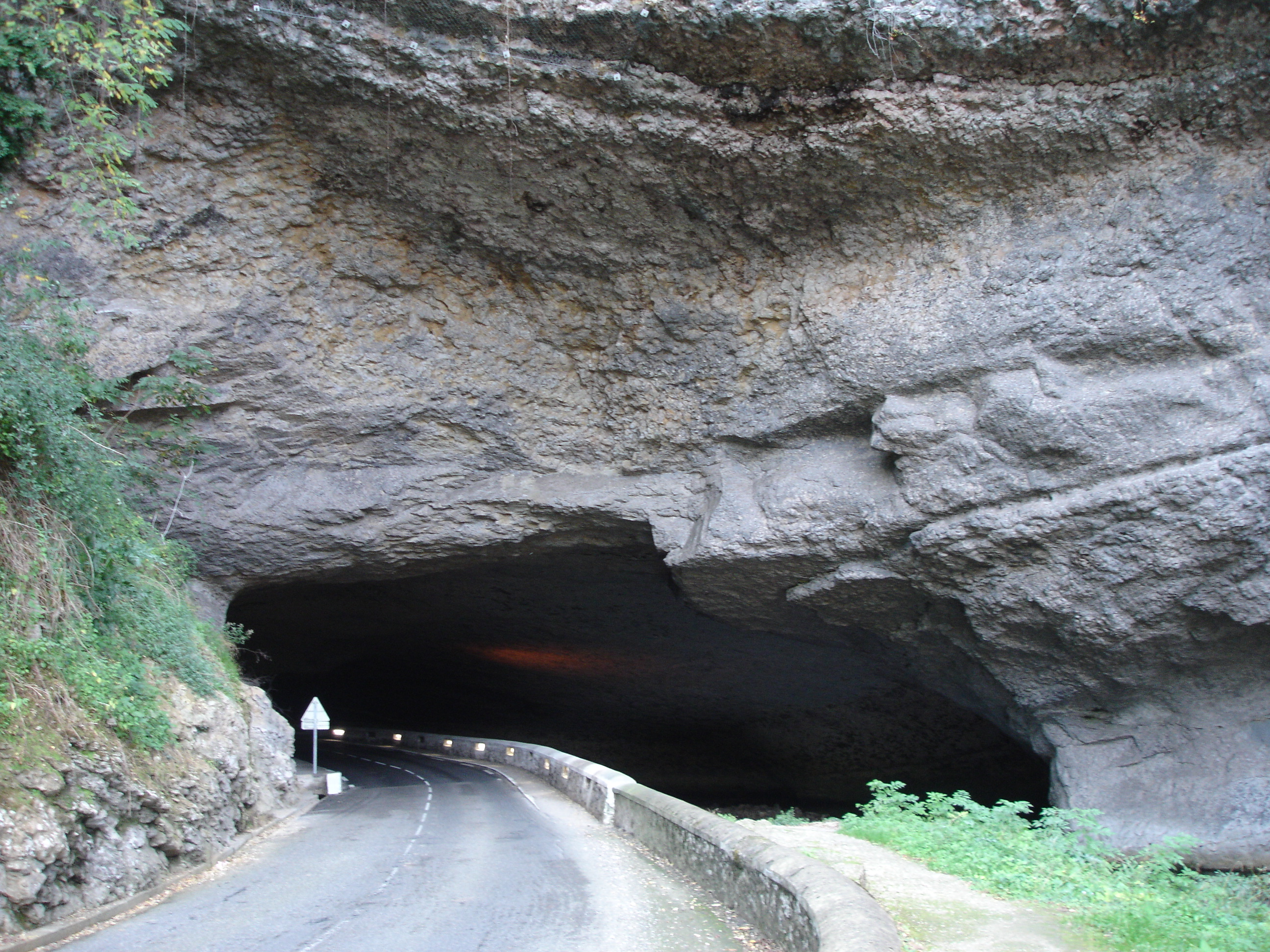
Cueva de Mas d'Azil
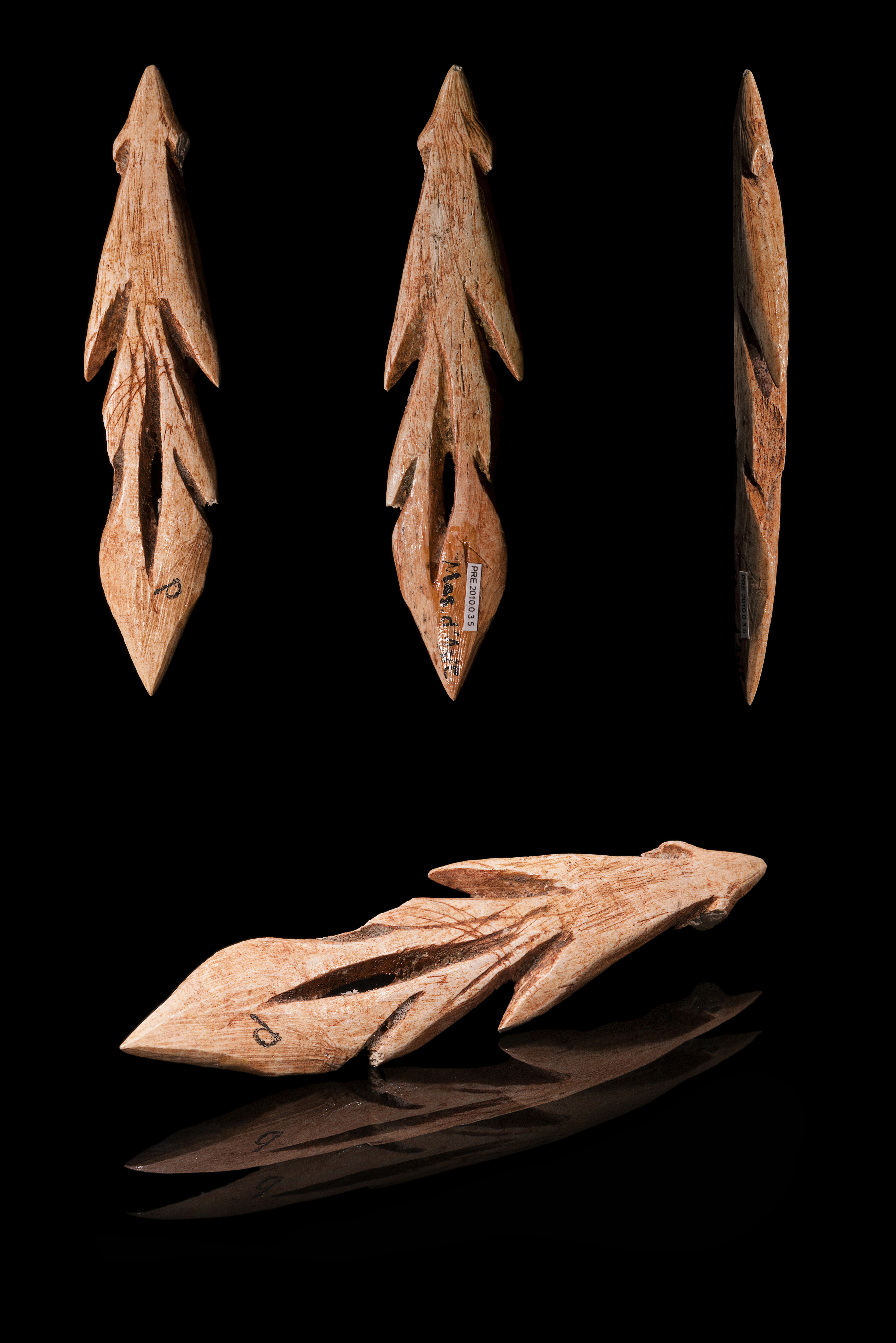
Arpón aziliense
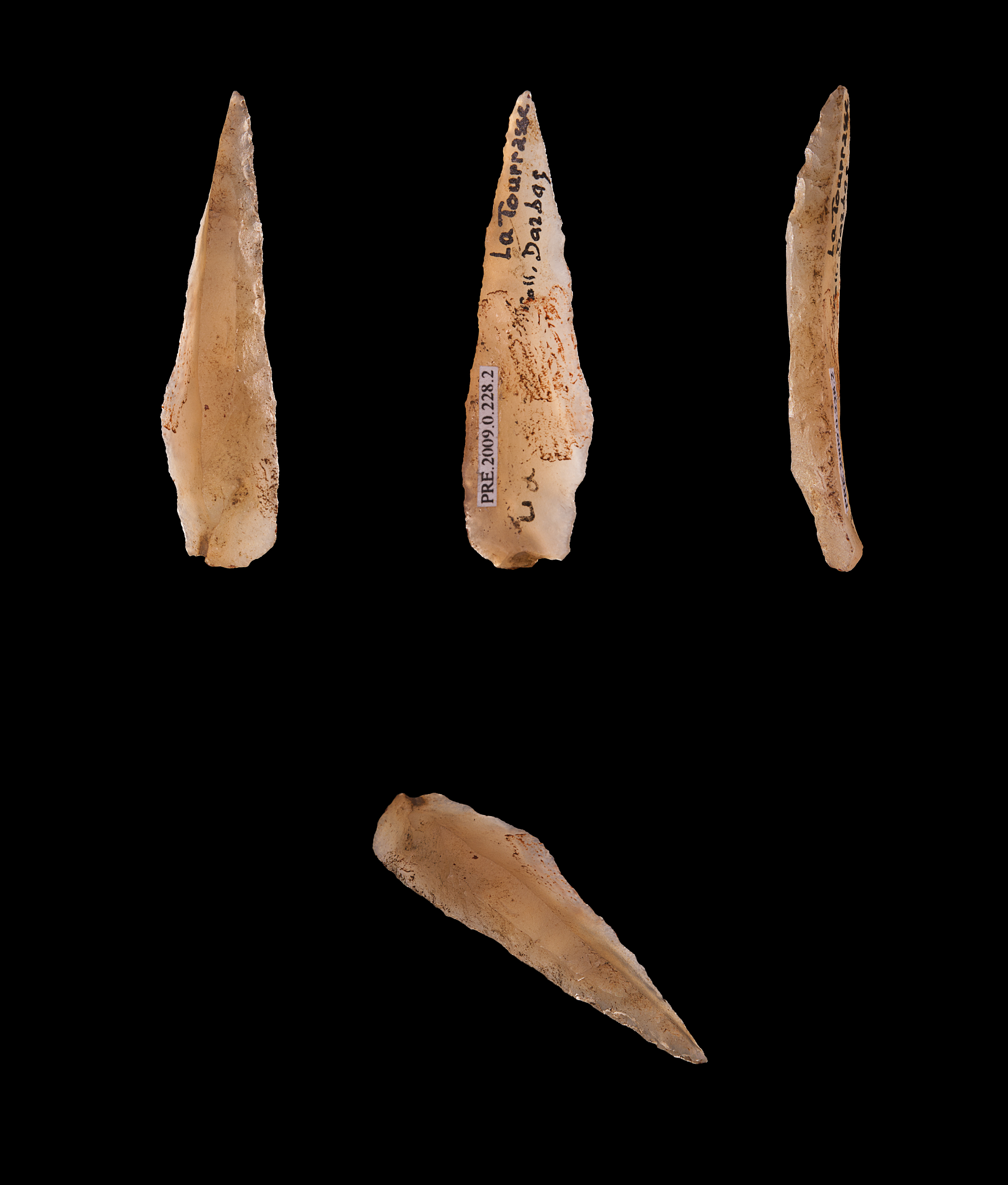
Punta aziliense
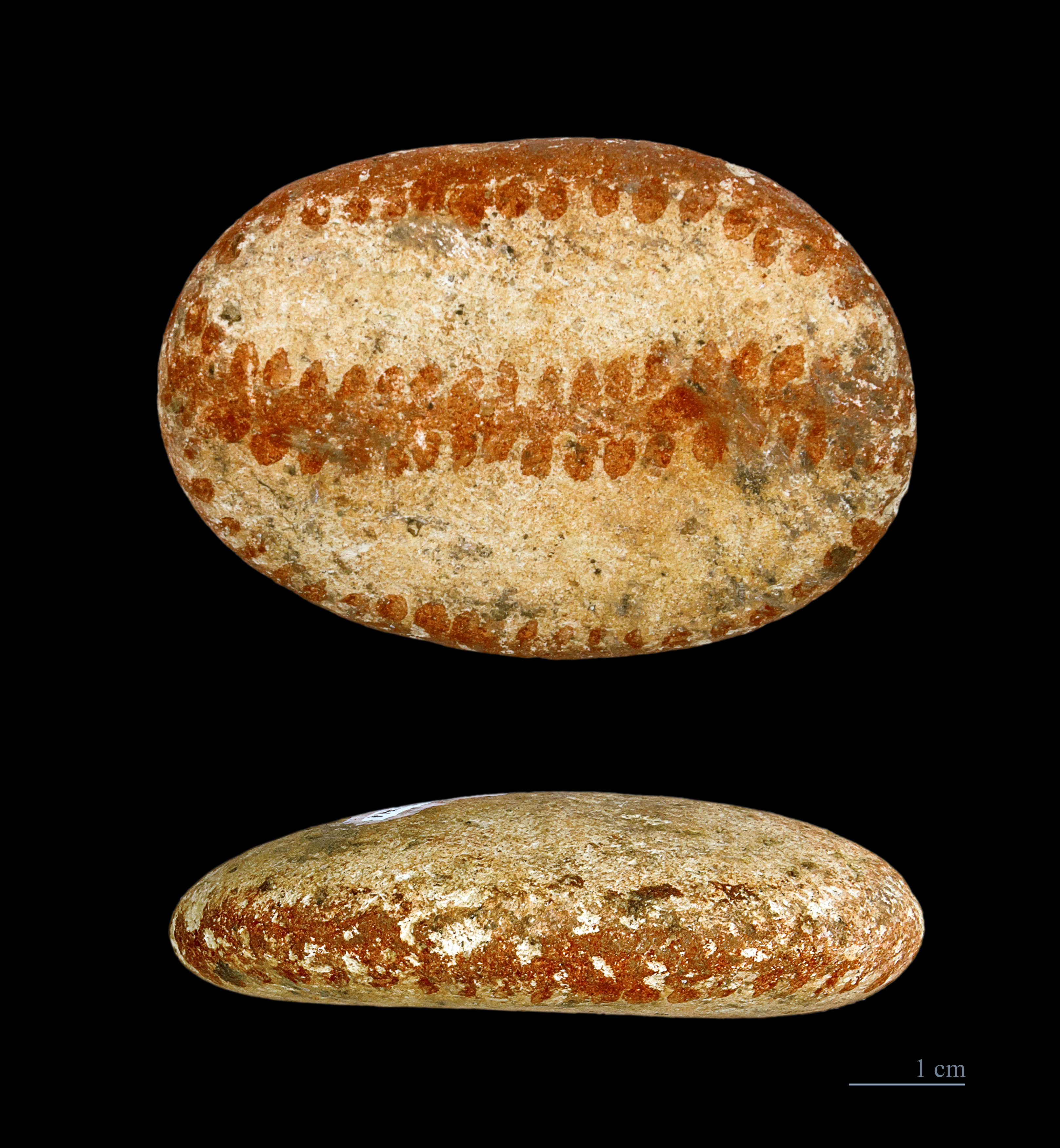
Canto rodado pintado